# Перельштейн, Наум Львович
Наум Львович Перельштейн (12 апреля 1902 — 17 февраля 1963) — советский инженер-строитель. Специалист в области железобетона и промышленного строительства. Кандидат технических наук, член-корреспондент Академии строительства и архитектуры СССР (1957), лауреат Сталинской премии (1952).

## Биография
Наум Львович Перельштейн родился 12 апреля 1902 года. После окончания МВТУ в 1926 году работал техником на одной из строек Москвы. Позднее перешёл на работу в Госпромстрой (впоследствии Промстройпроект). Занимал должности от инженера до главного технического руководителя. С 1939 года работал главным инженером Главстройпроекта.
В 1946 году перешёл на работу в Научно-исследовательский институт по строительству (НИИ-200) Министерства строительства РСФСР. С начала 1950-х и до конца жизни работал в этом институте заместителем директора по научной части.
Принимал участие в проектировании и строительстве крупный заводов первой и второй пятилеток. Занимался типизацией и стандартизацией железобетонных конструкций производственных зданий. Занимался научной работой в области предварительно напряжённого железобетона.
Жил в Москве по адресу: Трубниковский переулок, дом 30. Умер 17 февраля 1963 года. Похоронен на Новодевичьем кладбище.

## Награды
- Сталинская премия третьей степени (1952)[2] — за разработку и внедрение холодносплющенной арматуры для железобетона и станов для её изготовления (в составе коллектива)
- две золотые медали ВДНХ (1960, 1961)[3]